# Redwood City
Redwood City és una població dels Estats Units a l'estat de Califòrnia. Segons el cens del 2006 tenia 79.000 habitants.

## Demografia
Segons el cens del 2000, Redwood City tenia 76.000 habitants, 28.060 habitatges, i 17.902 famílies. La densitat de població era de 1.494,5 habitants/km².
Dels 28.060 habitatges en un 31,3% hi vivien nens de menys de 18 anys, en un 49,2% hi vivien parelles casades, en un 9,9% dones solteres, i en un 36,2% no eren unitats familiars. En el 27,1% dels habitatges hi vivien persones soles el 8% de les quals corresponia a persones de 65 anys o més que vivien soles. El nombre mitjà de persones vivint en cada habitatge era de 2,62 i el nombre mitjà de persones que vivien en cada família era de 3,2.
Per edats la població es repartia de la següent manera: un 23,2% tenia menys de 18 anys, un 8,4% entre 18 i 24, un 37,4% entre 25 i 44, un 20,9% de 45 a 60 i un 10,2% 65 anys o més.
L'edat mediana era de 35 anys. Per cada 100 dones de 18 o més anys hi havia 100,4 homes.
La renda mediana per habitatge era de 66.748 $ i la renda mediana per família de 73.798 $. Els homes tenien una renda mediana de 50.345 $ mentre que les dones 41.125 $. La renda per capita de la població era de 34.042 $. Entorn del 3,9% de les famílies i el 6% de la població estaven per davall del llindar de pobresa.

## Poblacions més properes
El següent diagrama mostra les poblacions més properes.